# Sacramental (conceito)

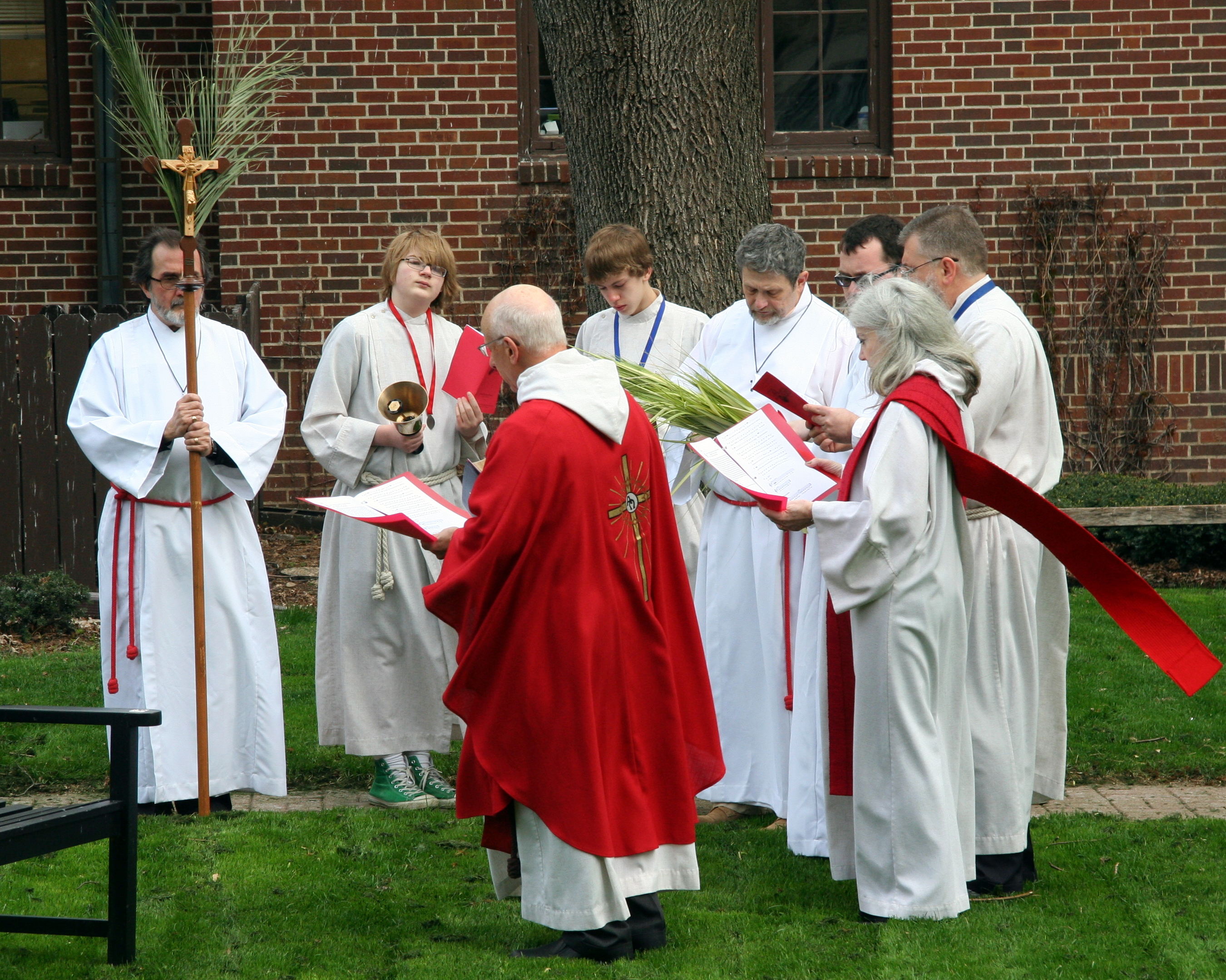
Uma foto da benção das palmas do Domingo de Ramos, um sacramental no Cristianismo

Um sacramental é um objeto ou ação material (em latim sacramentalia) ritualmente abençoado por um sacerdote para sinalizar sua associação com os sacramentos e, assim, incitar a reverência durante os atos de adoração. Eles são reconhecidos pelas igrejas católicas romanas e católicas orientais, pelas igrejas ortodoxas e ortodoxas orientais, a Igreja do Oriente, bem como alguns anglicanos, católicos Independentes e Velhos católicos, igrejas luteranas e igreja metodistas.

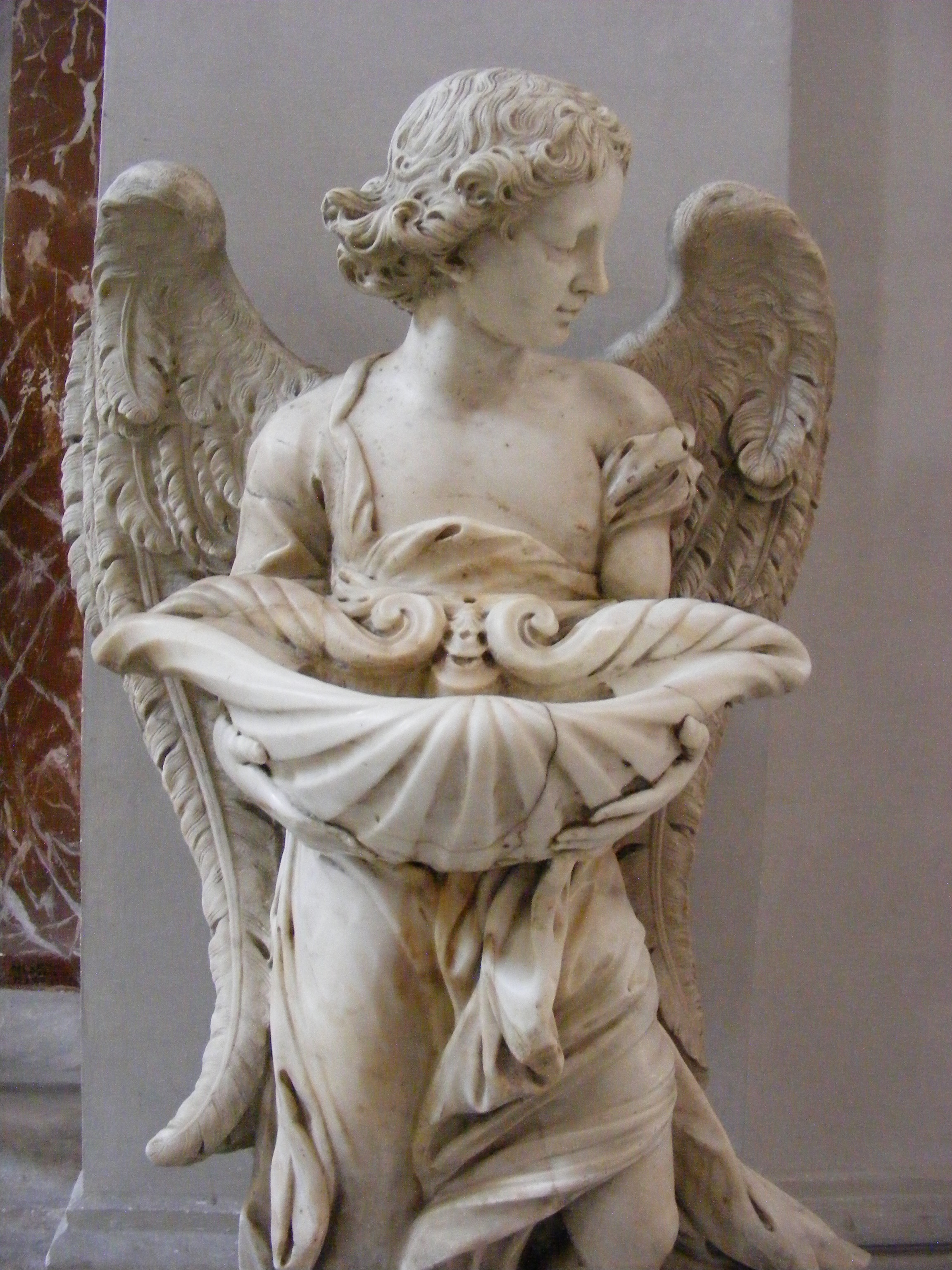
Uma fonte contendo água benta na Basílica de Santa Maria degli Angeli e dei Martiri, Roma.

Água benta, por exemplo, é um sacramental que os crentes usam para lembrar seu batismo; outros sacramentais comuns incluem velas abençoadas (muitas vezes dadas aos frequentadores da igreja na Candelária), palmas abençoadas (dadas nas igrejas no Domingo de Ramos), cinzas abençoadas (colocadas na testa dos crentes nos cultos da Quarta-feira de Cinzas), um colar de cruz (muitas vezes considerado como abençoado por um pastor antes do uso diário), sal bento e santinhos, bem como arte cristã, especialmente um crucifixo. Além dos usados diariamente, como um colar de cruz ou escapulário devocional, os sacramentais, como a Bíblia da Família, costumam ser mantidos nos altares das famílias cristãs.
Como adjetivo, sacramental significa "dos sacramentos ou pertencente a eles".

## Base bíblica
A base bíblica para o uso dos sacramentais é que Jesus usou uma forma de sacramentais ele mesmo; por exemplo, quando Cristo curou um cego, ele fez uma pasta de lama que colocou sobre os olhos do homem, antes de dizer-lhe para se lavar no tanque de Siloé.

## Uso denominacional

### Anglicano

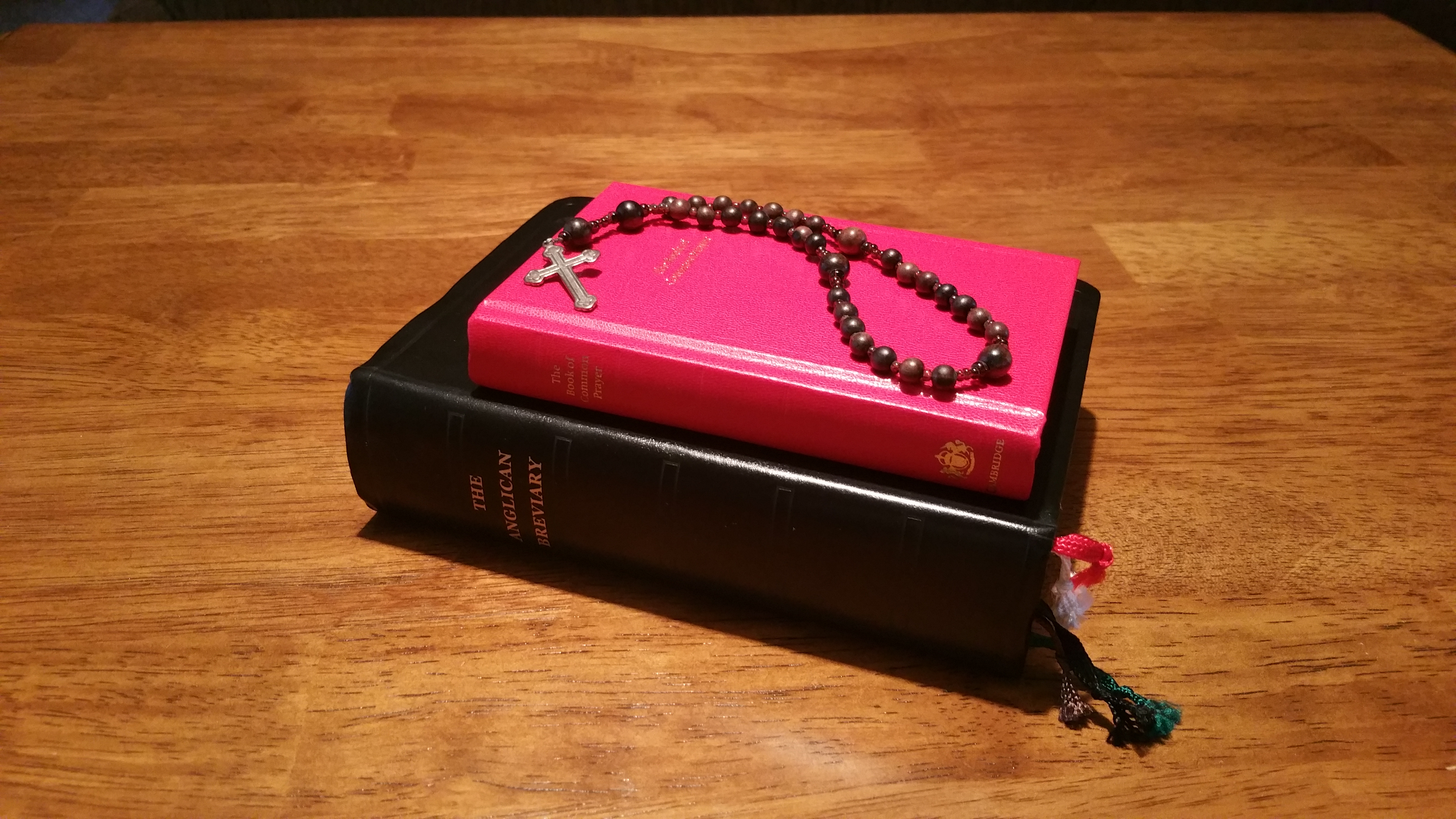
O Rosário Anglicano sentado sobre o Breviário Anglicano e o Livro de Oração Comum

Um texto da Igreja Episcopal nos Estados Unidos da América inclui itens como o rosário anglicano, cinzas e palmas entre os objetos considerados sacramentais.

### Católico
A Igreja Católica atualmente define os sacramentais como "sinais sagrados que ... significam efeitos, particularmente de natureza espiritual, que se obtêm por intercessão da Igreja. Por eles os homens estão dispostos a receber o efeito principal dos sacramentos, e várias ocasiões na vida são tornadas sagradas. "
Os sacramentais não conferem a graça do Espírito Santo como os sacramentos, mas, pela oração da Igreja, preparam a pessoa para receber a graça e dispõem a cooperar com ela. «Para os fiéis bem dispostos, a liturgia dos sacramentos e sacramentais santifica quase todos os acontecimentos de suas vidas com a graça divina que flui do mistério pascal da paixão, morte e ressurreição de Cristo. Desta fonte todos os sacramentos e sacramentais extraem seu poder. "
O Catecismo da Igreja Católica lista três tipos de sacramentais: bênçãos, consagrações / dedicatórias  e exorcismos. 
Rosário, escapulários, medalhas e imagens religiosas são mais precisamente denominados artigos devocionais ; orações não litúrgicas como o rosário, a estação da cruz, litanias e novenas são chamadas de devoções populares ou "expressões de piedade popular". 
A Igreja latina permite a recepção de certos sacramentais, como bênçãos, por não católicos, a menos que haja uma proibição em contrário.

### Pentecostal
O teólogo pentecostal Mark Pearson afirma que a Bíblia fala de sacramentais, às vezes chamados de pontos de contato, como panos de oração abençoados (Atos 19:11-19:12:NRSV) e óleo sagrado (Tiago 5:14:NRSV). Ele afirma que Deus é a fonte de cura e que o clero pentecostal "pode orar com confiança, administrar os vários sacramentais e impor as mãos sobre os enfermos".